# Uchronia
Pour l’article homonyme, voir Uchronie(s).

Uchronia est une série de bande dessinée de steampunk publiée aux éditions Bamboo.
- Scénario : Jérôme Félix
- Dessins et couleurs : Alex Kramp

## Synopsis
Londres, dans un XIXe siècle imaginaire. Alister est un fils à papa qui se complait dans l'aisance et la luxure que lui procure la fortune de son père. Celui-ci, un écrivain célèbre n'exige qu'une chose de son fils : qu'il écrive un ouvrage digne des siens.
Alister, par facilité, fait écrire l'ouvrage par un nègre talentueux. Le livre est un immense succès dès sa sortie. Mais le pot-aux-roses est vite découvert. Alister est banni de chez lui jusqu'au jour où il sera devenu un écrivain de renom.
Il est désormais en quête d'un être hors du commun capable de devenir le héros d'un livre. Un jour, Alister échoue sur l'île de Bornéo, où règne d’une main de fer Caligan le tyran. Caligan lui apparaît bientôt comme le personnage qu'il recherche depuis des années.
Alister, qui veut tout savoir de Caligan en devient l'ami et le confident. De fait, il découvre le moyen de le vaincre. Mais pour Alister, débarrasser l'île du monstre qui la gouverne signifie renoncer à l'écriture d'un livre qui s'annonce d'ores et déjà un chef-d'œuvre...

## Les personnages
- Alister : jeune écrivain Anglais.
- Caligan : tyran de l'île de Bornéo.

## Albums
- Tome 1 : Le Duel (2004)
- Tome 2 : Le Retour de Tome Topelius

## Publication

### Éditeur
- Bamboo (Collection Angle fantasy) : Tomes 1 et 2 (première édition des tomes 1 et 2).

### Magazines
On a parlé de cette bande dessinée dans BoDoï.